# Philadelphia Main Line

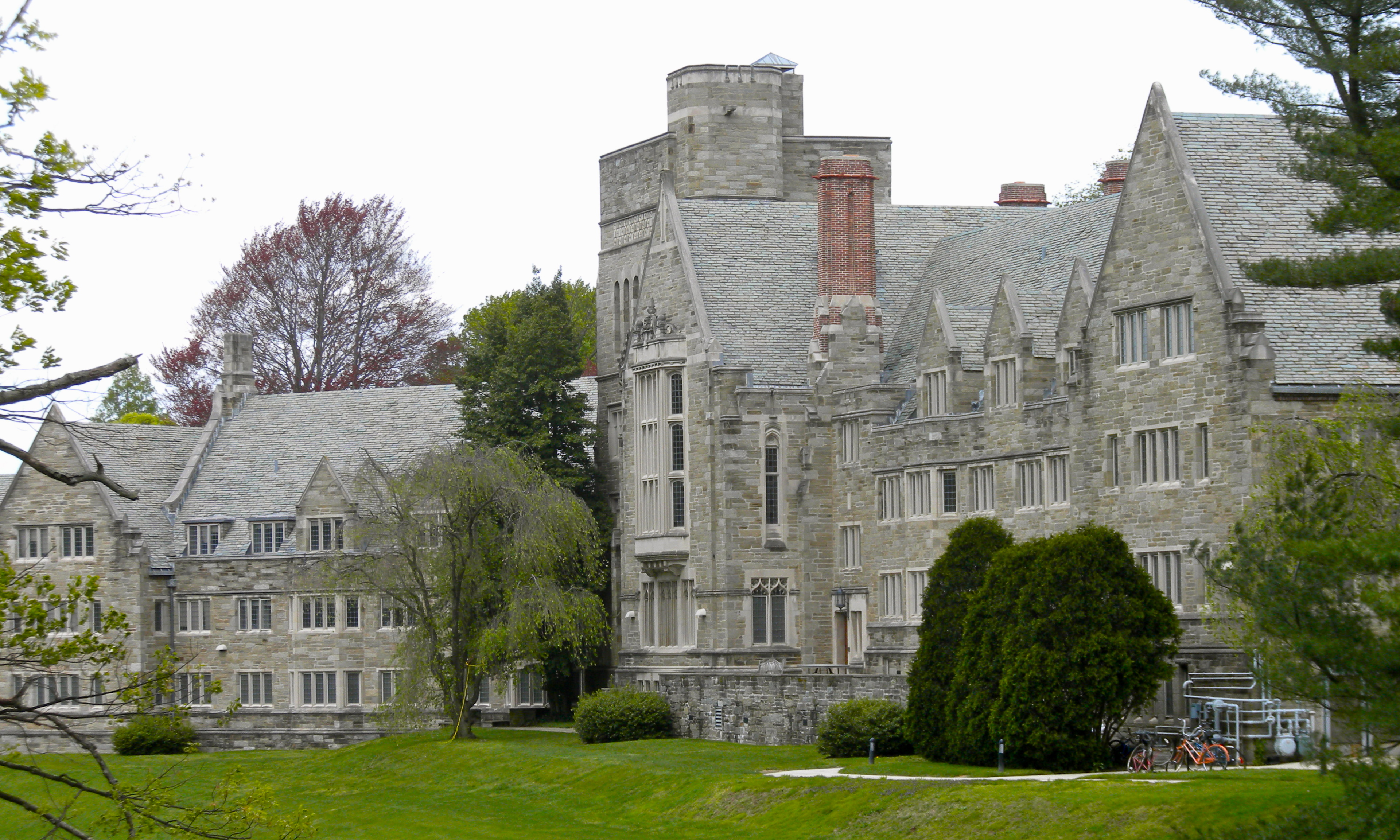
Bryn Mawr College, een exclusief liberal arts college voor vrouwelijke studenten, opgericht in 1885

De Philadelphia Main Line of gewoonweg Main Line is een voorstedelijke streek ten noordwesten van Philadelphia, de grootste stad van de Amerikaanse staat Pennsylvania. 
De streek ligt langs en is vernoemd naar de voormalige Main Line van de Pennsylvania Railroad. De spoorweg verbond de kleine voorsteden vanaf de 19e eeuw en zorgde voor een toestroom van rijke families, die er landhuizen bouwden. De Main Line werd een bastion van oud geld en omvat tot op heden enkele van de rijkste plaatsen in de Verenigde Staten. Er wonen zo'n 160.000 mensen. Het gemiddelde gezinsinkomen bedraagt zo'n 100.000 dollar. 
De regio telt verschillende instellingen voor hoger onderwijs, waarvan Bryn Mawr en Villanova University de bekendste zijn.

## Plaatsen
| - Ardmore - Berwyn - Bryn Mawr - Chesterbrook - Devon - Garrett Hill - Haverford - Malvern - Merion Station - Narberth | - Paoli - Penn Valley - Penn Wynne - Radnor - Rosemont - St. Davids - Strafford - Villanova - Wayne - Wynnewood |